# The Profit (televisieserie)
The Profit is een Amerikaanse realityserie die wordt uitgezonden op CNBC en in Nederland werd uitgezonden op RTL Z. 
De serie startte op 30 juli 2013. Het tweede seizoen kwam op 25 februari 2014. Na hoge kijkcijfers kwam er op 12 mei 2015 een derde seizoen, dat werd opgevolgd door een vierde en vijfde seizoen in 2016 en 2017.
In deze serie gaat zakenman en investeerder Marcus Lemonis op zoek naar kleine bedrijven die op de rand van faillissement zitten, om deze weer op weg te helpen met een investering in ruil voor een aandeel in het bedrijf. De eigenaren moeten bereid zijn hun werkwijze aan te passen aan de bedrijfskundige inzichten van Lemonis. In veel gevallen lukt het hem een bedrijf te redden of zelfs uit te breiden door een efficiëntere werkwijze, andere verkoopmethoden en/of een restyling. Lemonis benadrukt in zijn programma het wederzijdse vertrouwen dat vereist is om tot een geslaagde samenwerking te komen. Met de vaak herhaalde sleutelwoorden People, Product, Process zegt hij zowel banen te willen redden als geld te willen verdienen.  
Het programma laat ook de mislukkingen zien waarbij het herstelproces niet slaagt, bijvoorbeeld doordat de zaak er slechter voorstaat dan men Lemonis heeft voorgespiegeld, of omdat de eigenaren bij nader inzien alles bij het oude willen laten. Hij trekt dan zijn investering terug, ook als veranderingen al in gang zijn gezet. Soms wordt in het programma een openlijke ruzie breed uitgemeten, als hij de indruk heeft dat hem niet alles is verteld of dat de ondernemers zijn investering voor de verkeerde doeleinden gebruiken, of als men van hem alleen maar verlangt dat hij de schulden van het bedrijf afbetaalt. Het feit dat alles gezien wordt vanuit het perspectief van Lemonis als producent van het programma, heeft enkele malen geleid tot kritiek van kijkers en van de betrokken ondernemers.   

## Afleveringen
| Seizoen | Jaar      | Afleveringen | Uitkomsten                                       |
| ------- | --------- | ------------ | ------------------------------------------------ |
| 1       | 2013      | 6            | 3 deals, 3 keer geen deal                        |
| 2       | 2014      | 18           | 9 deals, 3 gedeeltelijke deals, 4 keer geen deal |
| 3       | 2015-2016 | 22           | 13 deals, 5 keer geen deal                       |
| 4       | 2016-2017 | 20           | 14 deals, 1 gedeeltelijke deal, 3 keer geen deal |
| 5       | 2017-2018 | 18           | 11 deals, 2 keer geen deal                       |
| 6       | 2018-2019 | 11           | 8 deals, 3 keer geen deal                        |
| 7       | 2019-2020 | 13           | 7 deals, 3 keer geen deal                        |
| 8       | 2021      | 8            | 7 deals, 1 keer geen deal                        |